# Алексеева, Вера Михайловна
Ве́ра Миха́йловна Алексе́ева (урождённая Вишняко́ва; 8 сентября 1774 — 28 апреля 1849, Москва) — русская купчиха, специализировалась в области золотоканительной промышленности в московском регионе. Происходила из купеческой семьи Вишняковых — владельцев фабрики плющеного серебра.
После смерти мужа бессменно руководила золотоканительной фабрикой в течение 26 лет. Под её руководством производство Алексеева вышло на новый уровень: продукция стала широко известна в других странах, участвовала во многих международных выставках.
Потомственная почётная гражданка московской 1-й гильдии. Прабабушка Константина Сергеевича Станиславского.

## Биография
Вера Михайловна Вишнякова родилась 8 сентября 1774 года.
Фабрика Алексеевых по производству золотых и серебряных «позументных, плющильных и канительных изделий» была основана в 1785 году. В XIX веке она была крупнейшей в своей отрасли в Российской империи. Более 50 лет управление фабрикой находилось в руках прадедушки и прабабушки К. С. Станиславского — Семёна и Веры Алексеевых.
После смерти в 1823 году основателя дела в области золотоканительной промышленности Семёна Алексеевича Алексеева бразды правления перешли к его вдове Вере Михайловне. В течение 26 лет она была официально владелицей фабрики, управляла ей вместе с сыновьями Владимиром и Петром. В 1834 году количество числа рабочих на фабрике составляло 56 человек. В 1843 году это число уже составляло до 140 человек.
В 1835 году Вера, Владимир и Пётр Алексеевы получили звания потомственных почётных граждан. Владимир и Пётр Алексеевы стали полноценными владельцами фирмы лишь после смерти их матери.
Умерла 28 апреля 1849 года, прожив 74 года.

## Оценка
Была отмечена как «богатая магнатка». Также, согласно воспоминаниям современников, была «скупа страшно». Историк Галина Ульянова упоминала о случае, когда купчиха хотела подарить каждому из своих племянников по серебряной ложке, но, приехав к детям, целый день держала ложки в кармане и в конце концов уехала с ними домой.

## Семья
Отец — Михаил Иванович Вишняков, купец. Мать — Авдотья Петровна Вишнякова.
Муж — Семён Алексеевич Алексеев. Купец, почётный потомственный гражданин и кавалер московской 1-й гильдии.
Дочери — Елена, Ольга, Александра Шелапутина, Елизавета Быковская. Сыновья — Пётр, Владимир.
Сёстры — Татьяна Хлебникова, Анна Зевакина. Братья — Степан, Пётр, Михаил.